# Keltie Head
Keltie Head (in Argentinien Cabo Lynch, in Chile Cabo Scott-Keltie) ist eine rundliche Landspitze, die das nordwestliche Ende der westantarktischen Vega-Insel bildet. Sie markiert die östliche Begrenzung der Einfahrt vom Prinz-Gustav-Kanal zum Herbert-Sund. Sie ist gekennzeichnet von vertikalen Kliffs und ragt in Form eines 395 m hohen Eisdoms auf.
Teilnehmer der Schwedischen Antarktisexpedition (1901–1903) entdeckten das Kap. Expeditionsleiter Otto Nordenskjöld benannte es als Kap Scott Keltie nach John Scott Keltie (1840–1927), dem Sekretär der Royal Geographical Society von 1892 bis 1915. Das UK Antarctic Place-Names Committee modifizierte diese Benennung im Jahr 1960. Wissenschaftler einer von 1952 bis 1953 durchgeführten argentinischen Antarktisexpedition benannten das Kap dagegen nach dem argentinischen Freiheitskämpfer Francisco Lynch (1795–1840).